# Monarchia elekcyjna
Monarchia elekcyjna – ustrój polityczny, typ monarchii charakteryzujący się wyborem monarchy (wodza, władcy, króla, cesarza lub papieża) przez społeczeństwo lub jego uprawnioną część.

## Monarchie elekcyjne

### Historyczne monarchie elekcyjne
- Królestwo rzymskie – wybór króla na zgromadzeniu obywateli.
- Królestwo Wizygotów – we wczesnośredniowiecznej Hiszpanii.
- Królestwo Kongo – istniało w latach 1390–1914
- Królestwo Franków – pomiędzy X a XII wiekiem – wybór króla przez możnych.
- Święte Cesarstwo Rzymskie – wybór króla/cesarza przez gremium siedmiu elektorów.
- Państwo Kościelne – wybór papieża przez kardynałów na konklawe.
- Księstwo Siedmiogrodu – wybór księcia przez możnowładców.
- Królestwo Danii i Norwegii – do 1660, kiedy to w wyniku zamachu stanu króla Fryderyka III tron elekcyjny zostaje zastąpiony monarchią dziedziczną
- Królestwo Czech – tron elekcyjny od XIV wieku do 1627 –  początkowo prawo wyboru króla, później tylko formalne zatwierdzenie kandydata na króla przez zgromadzenie stanów czeskich. Od 1627 na mocy nowego statusu Królestwa Czeskiego (Vernewerte Landesordnung), tron dziedziczny w ramach dynastii Habsburgów.
- Królestwo Węgier – tron elekcyjny od XIV wieku do 1687 – prawo wyboru króla przez stany węgierskie. Od decyzji sejmu węgierskiego w 1687, tron dziedziczny w ramach dynastii Habsburgów.
- Rzeczpospolita Obojga Narodów – wybór króla przez ogół stanu szlacheckiego (wolna elekcja)
- Cesarstwo Haiti – istniało w latach 1804–1806, pomimo iż było monarchią elekcyjną, w ciągu swojej dwuletniej historii miało tylko jednego władcę, Jakuba I.
- Chanat Kazachski – wybór władcy z grona sułtanów.

### Istniejące monarchie elekcyjne
- Afganistan – emirat zarządzany przez zasady Szura
- Andora – monarchia „semi-elekcyjna”, współksiążę francuski – prezydent Francji pochodzący z wyboru[a]
- Malezja – głową państwa jest Yang di-Pertuan Agong (zwyczajowo: „król”)[b]
- Kambodża – król wybierany jest przez Radę Tronową[c]
- Samoa – głową państwa jest O le Ao o le Malo[d]
- Watykan/Stolica Apostolska – papież wybierany jest dożywotnio na konklawe
- Zjednoczone Emiraty Arabskie – federacja emiratów[e]
- Zakon Maltański – Wielki mistrz wybierany jest dożywotnio przez Radę Zakonu[1]